# Barbora Müllerová
Barbora Müllerová (* 1991) je česká výtvarnice, ilustrátorka, básnířka a zpěvačka.

## Život
Vystudovala Střední uměleckou školu Václava Hollara v Praze a grafický design na Fakultě umění a designu Univerzity Jana Evangelisty Purkyně v Ústí nad Labem, kde působí jako doktorandka. Věnuje se zejména kresbě, ilustraci a knižnímu designu. Spoluvydává nezávislý časopis o knižní ilustraci FŮD. V roce 2019 vydala v nakladatelství Labyrint naučnou knihu o evoluci Atlas opravdovských příšer, nominovanou na ceny Zlatá stuha a Nejkrásnější česká kniha. Příležitostně kreslí a píše pro kulturní čtrnáctideník A2, od roku 2020 je členkou poroty a organizačního týmu mezinárodního festivalu ilustrace LUSTR. Učí kresbu a malbu na International School of Music and Fine Arts Prague.
V roce 2012 vydala pod pseudonymem Barbora Zava svou básnickou prvotinu Interno s vlastními ilustracemi. V roce 2019 získala zvláštní uznání poroty Literární soutěže Františka Halase.
Jako zpěvačka a textařka působí v kapele Vlnobytí, jejíž debutové album Zvíře z elektřiny vyšlo v roce 2019.

## Dílo
Zava B. Interno. 2012.
Müllerová B. Atlas opravdovských příšer. 2019.